# Carla Philip Røder
Carla Philip Røder (* 8. September 1998 in Kopenhagen), auch bekannt als Carla Valentina Røder, ist eine dänische Schauspielerin.

## Leben und Karriere
Røder wurde am 8. September 1998 in Kopenhagen geboren. Sie ist die Tochter des Grafikdesigners Tobias Røder und der Schauspielerin Anja Philip. Danach studierte sie an der Den Danske Scenekunstskole. Ihr Debüt gab sie 2005 in Pigen med fletningen. Anschließend spielte Røder in der Fernsehserie Løgnhalsen mit.
Außerdem bekam sie 2018 in dem Film Team Albert eine Hauptrolle. Im selben Jahr wurde sie von Soundvenue für den Future Award nominiert. 2020 trat sie in der Serie Wenn die Stille einkehrt auf. Unter anderem setzte Røder ihre Karriere in Wildland fort.

## Filmografie
Filme
- 2005: Pigen med fletningen
- 2018: Team Albert
- 2019: Königin (Dronningen)
- 2020: Wildland (Kød & Blod)
- 2022: Ønskebarn

Serien
- 2006: Krøniken
- 2008: Løgnhalsen
- 2018: Friheden
- 2018: The Rain
- 2019: Yes No Maybe
- 2020: Wenn die Stille einkehrt
- 2021: Kamikaze
- 2022–2023: Carmen Curlers